# Les Billanges
Les Billanges é uma comuna francesa na região administrativa da Nova Aquitânia, no departamento de Alto Vienne. Estende-se por uma área de 22,61 km². Em 2010 a comuna tinha 292 habitantes (densidade: 12,9 hab./km²).